# Jānis Rudzītis
Jānis Rudzītis (ur. 17 listopada 1903 w Ziemupe, zm. 5 listopada 1967 w Ballarat) – łotewski zapaśnik walczący w stylu klasycznym. Olimpijczyk z Paryża 1924, gdzie zajął osiemnaste miejsce w wadze piórkowej.

## Letnie Igrzyska Olimpijskie 1924
| Konkurencja | Rundy eliminacyjne    | Rundy eliminacyjne    | Klas. końcowa |
| Konkurencja | Przeciwnik I          | Przeciwnik II         | Miejsce       |
| ----------- | --------------------- | --------------------- | ------------- |
| 62 kg       | Karl Mezulian (AUT) P | Peter Eriksen (DEN) P | 18.           |